# Marwa Loud
Marwa Outamghart (12 de diciembre de 1996), conocida como Marwa Loud, es una cantante francesa de origen marroquí. Sus padres provienen de un pueblo bereber cerca de Beni Mellal. En el 2017, firmó con el sello discográfico Purple Money Purple (PMP).

## Discografía

### Álbumes
| Año  | Título  | Posiciones pico en el gráfico | Posiciones pico en el gráfico | Posiciones pico en el gráfico | Posiciones pico en el gráfico | Posiciones pico en el gráfico | Certificaciones    |
| Año  | Título  | FRA                           | BEL(Flandes)                  | BEL (Valonia)                 | NLD                           | SWI                           | Certificaciones    |
| ---- | ------- | ----------------------------- | ----------------------------- | ----------------------------- | ----------------------------- | ----------------------------- | ------------------ |
| 2018 | Loud    | 2                             | 63                            | 6                             | 37                            | 90                            | - SNEP: 2x Platino |
| 2019 | My Life | 11                            | —                             | 23                            | —                             | —                             | - SNEP: Oro        |
| 2021 | Again   | 11                            | —                             | 47                            | —                             | —                             | - SNEP: Oro        |
| 2023 | Cloud   | 9                             | —                             | 140                           | —                             | —                             |                    |

### Sencillos

#### Como artista principal
| Año  | Título                      | Posiciones pico en el gráfico | Posiciones pico en el gráfico | Certificaciones  | Álbum   |
| Año  | Título                      | FRA                           | BEL (Valonia)                 | Certificaciones  | Álbum   |
| ---- | --------------------------- | ----------------------------- | ----------------------------- | ---------------- | ------- |
| 2017 | "Mehdi"                     | 48                            | -                             | - SNEP: Oro      | Loud    |
| 2018 | "Fallait pas"               | 4                             | 47                            | - SNEP: Diamante | Loud    |
| 2018 | "Billet"                    | 5                             | -                             | - SNEP: Platino  | Loud    |
| 2018 | "Bad Boy"                   | 23                            | -                             | - SNEP: Diamante | Loud    |
| 2019 | "¿T'es où?"                 | 81                            | -                             |                  | My life |
| 2019 | "Oh la folle"               | 38                            | -                             | - SNEP: Platino  | My life |
| 2020 | "Allez les gros" (ft. naza) | 39                            | -                             | - SNEP: Oro      | My life |
| 2021 | "Allo" (con Eva)            | 25                            | —                             | - SNEP: Oro      | Again   |
| 2021 | "Bimbo" (con Moha K)        | 6                             | 35                            | - SNEP: Platino  | Again   |

#### Como artista invitada
| Año  | Título                         | Posiciones pico en el gráfico | Posiciones pico en el gráfico | Certificaciones | Álbum                        |
| Año  | Título                         | FRA                           | BEL (Valonia)                 | Certificaciones | Álbum                        |
| ---- | ------------------------------ | ----------------------------- | ----------------------------- | --------------- | ---------------------------- |
| 2017 | "Mi Corazón" (Con DJ Sem)      | 20                            | 28                            | - SNEP: Platino |                              |
| 2017 | "Je vais t'oublier" ( con Jul) | 22                            | –                             |                 | La tête dans les nuages      |
| 2021 | "Zone" (con Benab)             | 90                            | –                             |                 | Au clair de la rue (Part. 1) |